# Nuquí
Nuquí é um município da Colômbia, localizado no departamento de Chocó.